# Кащеєва Вікторія Валеріївна
Кащеєва Вікторія Валеріївна (до шлюбу П'ятаченко; нар.7 травня 1989) — українська легкоатлетка, що спеціалізується у спринті, чемпіонка Універсіади.

## Кар'єра

### Універсіада 2013
На літній Універсіаді, яка проходила з 6-о по 17-е липня у Казані Вікторія разом з Олеся Повх, Наталею Погребняк та Марією Рємєнь виступали у естафеті 4×100 метрів. Із результатом 42.77 дівчата стали золотими призерами Універсіади. Друге місце із результатом 43.54 в американської команди, третє — 43.81 — у спортсменок із Польщі. У такому складі спортсменки брали участь у змаганні вперше.

## Державні нагороди
- Орден «За заслуги» III ст. (25 липня 2013) — за досягнення високих спортивних результатів на XXVII Всесвітній літній Універсіаді в Казані, виявлені самовідданість та волю до перемоги, піднесення міжнародного авторитету України[4]